# Leo Penn

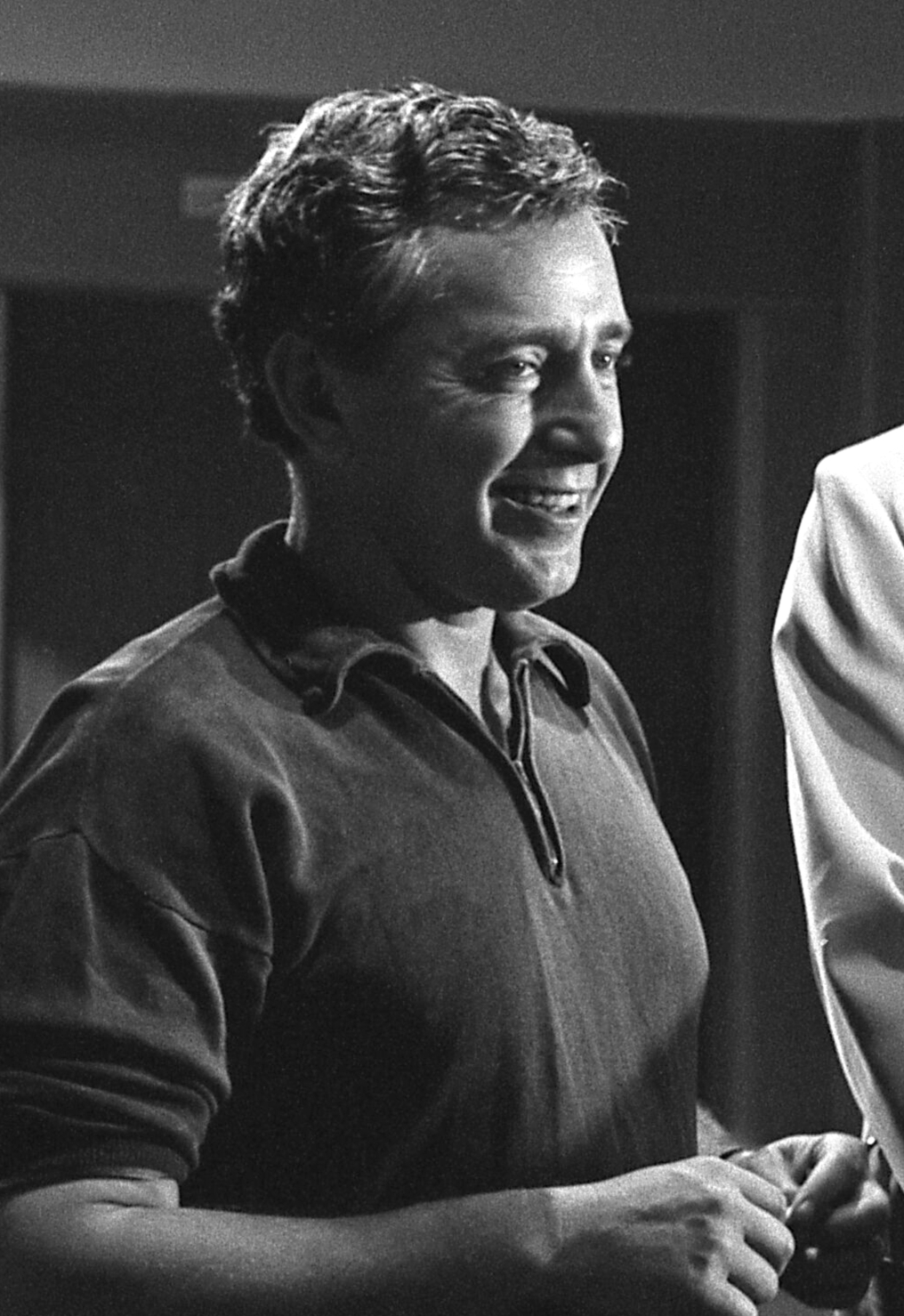
Leo Penn (1964)

Leonard Francis „Leo“ Penn (* 27. August 1921 in Lawrence, Massachusetts; † 5. September 1998 in Los Angeles) war ein US-amerikanischer Fernsehregisseur und Schauspieler.

## Leben
Leo Penn, Vater der Schauspieler Sean und Chris und des Musikers Michael Penn, diente während des Zweiten Weltkrieges in den United States Army Air Forces in einer B-24 Liberator, die der 755th Bomb Squadron angehörte und in England als Teil der Eighth Air Force stationiert war. Er war als Regisseur für viele Fernsehserien tätig. Er trat in einigen Serien, bei denen er Regie führte, auch als Gastdarsteller auf. Für eine Folge von Ben Casey schrieb er das Drehbuch, ebenso für Folgen der Serie Studio One.
Er war zweimal verheiratet: zunächst kurze Zeit mit der Schauspielerin Olive Deering und von 1958 bis zu seinem Tod 1998 mit Eileen Ryan. Mit ihr hatte er drei Söhne. Leo Penn starb 1998 an Lungenkrebs. Sein Grab befindet sich auf dem Holy Cross Cemetery in Culver City, Kalifornien.

## Filmografie (Auswahl)
Regisseur
- 1964: The Alfred Hitchcock Hour (Fernsehserie, eine Folge)
- 1962–1965: Ben Casey (Fernsehserie, 19 Folgen)
- 1964–1965: Dr. Kildare (Fernsehserie, acht Folgen)
- 1966: Raumschiff Enterprise (Star Trek) (Fernsehserie, eine Folge)
- 1966–1967: Wettlauf mit dem Tod (Run for Your Life) (Fernsehserie, acht Folgen)
- 1967: Auf der Flucht (The Fugitive) (Fernsehserie, eine Folge)
- 1967: Laredo (Fernsehserie, eine Folge)
- 1967: Der Chef (Ironside) (Fernsehserie, eine Folge)
- 1968–1969: Die Leute von der Shiloh Ranch (The Virginian) (Fernsehserie, drei Folgen)
- 1968–1969: Rauchende Colts (Gunsmoke) (Fernsehserie, zwei Folgen)
- 1968–1972: Bonanza (Fernsehserie, elf Folgen)
- 1973: Kojak – Einsatz in Manhattan
- 1973–1989: Columbo (Fernsehserie, drei Folgen)
- 1974–1975: Unsere kleine Farm (Little House on the Prairie) (Fernsehserie, drei Folgen)
- 1978–1979: Starsky & Hutch (Starsky and Hutch) (Fernsehserie, drei Folgen)
- 1979–1982: Hart aber herzlich (Hart to Hart) (Fernsehserie, sechs Folgen)
- 1982: Remington Steele (Fernsehserie, eine Folge)
- 1982: Cagney & Lacey (Fernsehserie, eine Folge)
- 1982–1985: Trapper John, M.D. (Fernsehserie, neun Folgen)
- 1982–1986: Magnum (Magnum, P.I.) (Fernsehserie, drei Folgen)
- 1986–1995: Matlock (Fernsehserie, 27 Folgen)
- 1988: Ein Richter für Berlin (Judgment in Berlin)
- 1988–1992: In der Hitze der Nacht (In the Heat of the Night) (Fernsehserie, neun Folgen)
- 1989–1991: Jake und McCabe – Durch dick und dünn (Jake and the Fatman) (Fernsehserie, zwei Folgen)
- 1994–1995: Diagnose: Mord (Diagnosis Murder, Fernsehserie, zwei Folgen)

Darsteller
- 1946: Die besten Jahre unseres Lebens (The Best Years of Our Lives)
- 1949: Alarm in der Unterwelt (The Undercover Man)
- 1949: Verführt (Not Wanted)
- 1959: Sensation auf Seite 1 (The Story on Page One)
- 1961: Sprung aus den Wolken (Ripcord, Fernsehserie, eine Folge)
- 1961: Kein Fall für FBI (The Detectives, Fernsehserie, 1 Folge)
- 1962: Preston & Preston (The Defenders, Fernsehserie, 1 Folge)
- 1962: Der Gefangene von Alcatraz (Birdman of Alcatraz)
- 1962–1963: Ben Casey (Fernsehserie, drei Folgen)
- 1977: Sixth and Main
- 1984: Wild Life
- 1986: Mike Hammer – Entführung in Hollywood (The Return of Mickey Spillane’s Mike Hammer, Fernsehfilm)
- 1986: Unglaubliche Geschichten (Amazing Stories, Fernsehserie, 1.24 Wissen ist Macht)
- 1989/1992: Jake und McCabe – Durch dick und dünn (Jake and the Fatman, Fernsehserie, zwei Folgen)
- 1989–1993: Matlock (Fernsehserie, vier Folgen)
- 1995: Diagnose: Mord (Diagnosis Murder, Fernsehserie, eine Folge)
- 1995: Crossing Guard – Es geschah auf offener Straße (The Crossing Guard)

## Auszeichnungen
- 1983: Nominierung für den Emmy in der Kategorie Outstanding Directing in a Drama Series für The Mississippi (Folge Old Hatreds Die Hard)